# Marin Ceaușescu
Marin Ceaușescu (n. 1916 – d. 28 decembrie 1989, Viena) a fost un economist și diplomat român, fratele mai mare al dictatorului Nicolae Ceaușescu.
A absolvit Academia de Studii Economice (ASE) din București. La scurt timp după venirea la putere a fratelui său Nicolae (1965), a fost numit  șef al Agenției Economice a R.S.R. de la Praga. Începând din 1974, a condus reprezentanța economică a României la Viena. 
Se presupunea că a mediat fratelui său, Nicolae Ceaușescu, transferul a milioane de dolari americani în conturi bancare din Elveția.
Ministrul de interne al Austriei, Franz Loschnak, a declarat că poliția austriacă bănuia că Marin Ceaușescu era agent al Securității românești.
Pe 28 decembrie 1989, la trei zile după executarea fratelui său, Marin Ceaușescu a fost găsit spânzurat în subsolul ambasadei României din Viena în circumstanțe suspecte.
Poliția a declarat că s-a sinucis. Cadavrul a fost descoperit de Radu Dochioiu, alias Rudy Rusch.
A lăsat în urmă două fiice, Mihaela și Gabriela.

## Distincții
- Medalia Muncii (23 octombrie 1963) „pentru merite deosebite în muncă și rodnică activitate, cu prilejul împlinirii a 15 ani de la înființarea Ministerului Comerțului Exterior”[8]
- Ordinul Muncii clasa a III-a (10 august 1964) „pentru merite deosebite în opera de construire a socialismului, cu prilejul celei de a XX-a aniversări a eliberării patriei”[9]
- Ordinul „23 August” clasa a III-a (4 mai 1971) „cu prilejul aniversării a 50 de ani de la constituirea Partidului Comunist Român, [...] pentru activitate îndelungată în mișcarea muncitorească și merite deosebite în opera de construire a socialismului”[10]
- Ordinul „23 August” clasa a II-a (21 august 1979) „pentru contribuția deosebită adusă la înfăptuirea politicii Partidului Comunist Român de făurire a societății socialiste multilateral dezvoltate în patria noastră, cu prilejul celei de-a 35-a aniversări a revoluției de eliberare socială și națională, antifascistă și antiimperialistă”[11]